# Valeriu Lupu
Valeriu Lupu (n. 24 ianuarie 1991 în Bolintin-Vale, Giurgiu) este un fotbalist român care joacă pentru FC Bolintin Malu Spart. Și-a făcut debutul în Liga I pe 11 septembrie 2010, în meciul Unirea Urziceni - Steaua București 1-0.

## Carieră
În timp ce juca pentru Steaua II București, Valeriu a fost împrumutat la Unirea Urziceni. El a debutat în Liga I pe 11 septembrie 2010, într-un meci împotriva echipei Steaua București.